# Paso de Sabzak
El paso de Sabzak es un paso de montaña de Afganistán. Está ubicado en la cadena montañosa del Paropamisu, al norte de Herat y al sur de Badghís, siendo el único paso transitable con vehículos entre las dos provincias. Tiene una altitud máxima de 2517 metros sobre el nivel del mar.
El paso de Sabzak une mediante la carretera Ring Road las capitales de provincia Herat y Qal'eh-ye Now. El trayecto entre las dos ciudades, llamado «ruta Lapis», es de 157 kilómetros y se encuentra en mal estado, la mayoría sin asfaltar. La ruta atraviesa el puerto por un sinuoso camino de tierra flanqueado por un desfiladero.